# Gary Liddell
Gary Liddell (* 27. August 1954 in Bannockburn; † 29. April 2015 in Falkirk) war ein schottischer Fußballspieler. Der zumeist als Rechtsaußen eingesetzte Stürmer war im erweiterten Kader der erfolgreichen Mannschaft von Leeds United zu Beginn der 1970er-Jahre, kam aber über sporadische Einsätze nicht hinaus. Weitere Vereinsstationen waren Grimsby Town, Heart of Midlothian und die Doncaster Rovers.

## Sportlicher Werdegang

### Leeds United (1971–1977)
Direkt nachdem Liddell die Schule beendet hatte, die übrigens dieselbe war, die Billy Bremner besucht hatte, schloss er sich Leeds United an. Nach Abschluss seiner fußballerischen Ausbildung unterschrieb er im September 1971 den ersten Profivertrag. Auf den ersten Ligaauftritt in der ersten Mannschaft musste der junge Stürmer aber bis zum Ende der Saison 1972/73 warten, als er am vorletzten Spieltag gegen Birmingham City debütierte. Die Partie, die mit einer 1:2-Niederlage endete, hatte sportlich nur einen geringen Stellenwert, da Leeds den Kampf um die englische Meisterschaft bereits verloren hatte. Dazu fand fünf Tage später das FA-Cup-Endspiel gegen den AFC Sunderland statt und daher entschied sich Trainer Don Revie dazu, mit einer besseren Reservemannschaft anzutreten. Als die „Whites“ in der anschließenden Saison 1973/74 den Ligatitel gewannen, steuerte Liddell weiter wenig zum Mannschaftserfolg bei. Lediglich beim 1:1 im Heimspiel gegen Newcastle United am 2. März 1974 wurde er für Peter Lorimer als Rechtsaußen eingewechselt, aber für den Erhalt einer offiziellen Medaille qualifizierte er sich nicht. Stattdessen absolvierte er zwei Partien in den ersten drei Runden des UEFA-Pokals, stand gegen Strømsgodset IF in der Startelf und schoss im Rückspiel gegen Vitória Setúbal (1:3, nach einem 1:0-Hinspielsieg) nach einer weiteren Einwechslung seinen einzigen Treffer für Leeds United.
Der ehemalige schottische Jugendnationalspieler kam auch in der Folgezeit unter Revies Nachfolger Brian Clough sowie später Jimmy Armfield nicht über das Reservistendasein hinaus und so war der nächste Auftritt am 1. April 1975 gegen Sheffield United (1:1) der letzte. Wieder war Leeds United stark ersatzgeschwächt angetreten, da eine Woche später im Halbfinalhinspiel des Europapokals der Landesmeister der FC Barcelona an der Elland Road gastierte. Es dauerte noch knapp zwei weitere Jahre, bevor er im März 1977 für eine Ablösesumme von 15.000 Pfund zum Drittligisten Grimsby Town wechselte.

### Stationen nach Leeds (1977–1983)
Zwar konnte Liddell in den verbleibenden Begegnungen der Saison 1976/77 Grimsbys Abstieg in die Viertklassigkeit nicht vermeiden, aber bei dem neuen Klub reifte er zum Stammspieler. Er schoss in der Spielzeit 1977/78 elf Ligatore und im Jahr darauf gelang die Rückkehr in die dritte Liga. Nur ein Jahr später stiegen die „Mariners“ gar in die zweitklassige Second Division auf, aber Verletzungsprobleme – darunter besonders ein Beinbruch – kosteten ihm letztlich den Stammplatz. So kehrte er kurze Zeit später in seine schottische Heimat zurück und versuchte sich ab Februar 1981 bei Heart of Midlothian.
Der Aufenthalt in Edinburgh war nicht von Erfolg gekrönt. Liddell blieb mit zwei Toren in 13 Ligaspielen hinter den Erwartungen zurück und die „Hearts“ stiegen am Saisonende als Tabellenletzter in die zweite schottische Liga ab. Kurz darauf erhielt er die Freigabe für einen Vereinswechsel, aber erst im März 1982 ergab sich eine Gelegenheit. Billy Bremner, der mittlerweile als Trainer beim englischen Drittligisten Doncaster Rovers arbeitete, heuerte seinen ehemaligen Mannschaftskameraden an. Bis zum Ende der Saison 1982/83 absolvierte Liddell in Doncaster 37 Ligaspiele, stand dabei 25-mal in der Startelf und schoss vier Tore. Es waren die letzten bekannten Auftritte auf größerer Bühne vor dem Ende von Liddells aktiver Laufbahn. Sein 1973 geborener Sohn Andy sollte es später ebenfalls in den Profifußball schaffen; er spielte neben der schottischen U-21-Nationalmannschaft für den FC Barnsley, Wigan Athletic, Sheffield United, Oldham Athletic und Rotherham United.